# Johann Josef Loschmidt
Jan ali Johann Josef Loschmidt, avstrijski fizik in kemik, * 15. marec 1821, Putschirn (danes Počerny, del Karlovyh Varov), Avstrijsko cesarstvo (sedaj Češka), † 8. julij 1895, Dunaj, Avstro-Ogrska (sedaj Avstrija).
Loschmidt je raziskoval v kemiji, fiziki (termodinamiki, optiki, elektrodinamiki) in kristalografiji.

## Življenje in delo
Rodil se je v revni češki kmečki družini. Doktoriral je leta 1866 na Univerzi na Dunaju z dizertacijo O velikosti zračnih molekul (Zur Grösser der Luftmolecüle) pod Stefanovim mentorstvom. Leta 1868 je postal profesor fizikalne kemije na Univerzi na Dunaju. Duhovnik Czech je prepričal Loschmidtova starša, da sta poslala mladega Josefa v srednjo šolo piariškega samostana v Ostrov, in leta 1837 v Prago.
Na Karlovi univerzi je Loschmidt študiral filozofijo in matematiko. Tu je spoznal profesorja filozofije in fizika Exnerja. Exnerju je pešal vid in je prosil Loschmidta da bere predavanja. Exner je bil znan po svojih inovativnih prenovah v šolstvu, kjer so bili matematika in znanost pomembni predmeti. Loschmidtu je predlagal naj uporabi matematična orodja na psihološke pojave. Pri tem je Loschmidt postal dober matematik.
Leta 1856 je Loschmidt še kot srednješolski profesor določil velikost molekul v zraku. V svoji knjižici Kemijske študije (Chemische Studien) je predlagal dvorazsežno predstavitev več kot 300 molekul na način, ki je nenavadno podoben sodobnemu. Med njimi so bile aromatske molekule kakršna je benzen (C6H6) in sorodni triazini. Loschmidt je označil benzenovo jedro z veliim krogom, za katerega je dejal, da predstavlja še nedoločeno zgradbo spojine. Ni natančno jasno ali je predlagal to za ciklični zgradbo štiri leta pred Kekuléjem, ki je v splošnem priznan za odkritje benzenove ciklične zgradbe.
Loschmidt je leta 1865 prvi določil število molekul idealnega plina v prostornini 1 cm3. To je Loschmidtovo število L = 2,687 ·  1025 m−3.
Kasneje je po Avogadrovem zakonu, da ima vsak idealni plin v enakem stanju enako število molekul na mol, določil to število, ki se danes imenuje Avogadrovo število, 6,023 · 1023 molekul. Zaradi tega se Avogadrovo število včasih imenuje Loschmidtovo število, še posebej v nemških virih.
Loschmidt in Boltzmann sta postala dobra prijatelja. Njegova kritika Boltzmannovega poskusa izpeljave 2. zakona termodinamike iz  kinetične teorije plinov je postala znana kot paradoks o povračljivosti. Vodila je Boltzmanna k njegovi statistični predstavi entropije kot logaritmičnem popisu števila mikroskopskih stanj, ki odgovarja danemu termodinamičnemu stanju.
Loschmidt se je leta 1891 upokojil. Njegov edini otrok je umrl pred njim v starosti deset let.

## Priznanja

### Poimenovanja
Po njem se imenuje asteroid glavnega asteroidnega pasu 12320 Loschmidt.